# Comedia de capa y espada

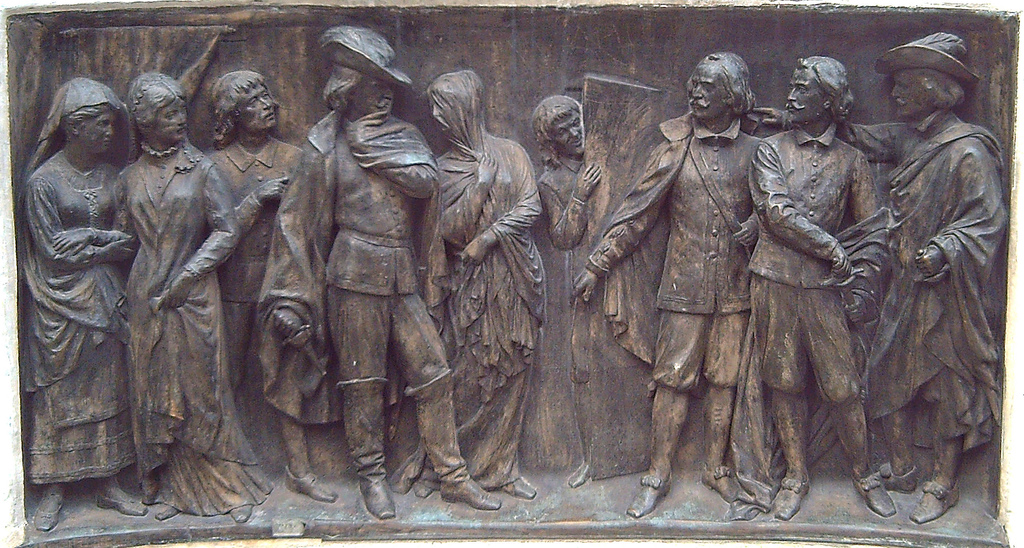
Relieve del monumento a Calderón de Madrid (J. Figueras, 1878) que representa El escondido y la tapada, una obra de dicho escritor característica del género de capa y espada.

Se denomina comedia de capa y espada a uno de los subgéneros dramáticos del Teatro clásico español del Siglo de Oro.
Se define como aquella pieza teatral de tema galante en tres jornadas cuya acción ocurre entre personas que no exceden el nivel social de nobles y caballeros, como por ejemplo El acero de Madrid de Lope de Vega. Es uno de los cuatro tipos de la comedia del Siglo de Oro: los restantes son la comedia de enredo, con la que a veces se confunde, la comedia de carácter y la comedia de figurón.
El Diccionario de autoridades la define como:
La que tiene varios lances y empeños, y es representada y compuesta entre damas y galanes, figurados en personas no reales, sino en la esfera de nobles y caballeros
El dramaturgo Francisco Bances Candamo, en su Theatro de los theatros de los passados y presentes siglos, cuya primera versión redactó en 1689-90, clasifica la comedia española del momento en dos grandes grupos: amatorias e historiales. Las comedias amatorias las divide en «comedias de fábrica» y «comedias de capa y espada», y estas últimas las define como 
Aquellas cuyos personajes son solo caballeros particulares, como Don Juan y Don Diego etcétera, y los lances se reducen a duelos, a celos, a esconderse el galán, a taparse la dama, y en fin a aquellos sucesos más caseros de un galanteo.[…] Estas de  capa y espada han caído ya de estimación, porque pocos lances pueden ofrecer la limitada materia de un galanteo particular que no se parezcan unos a otros, y solo Don Pedro Calderón los supo estrechar de modo que tuviesen viveza y gracia, suspensión en enlazarlos y travesura gustosa en deshacerlos. El argumento de estas, por la mayor parte, se reduce al galanteo de una mujer noble, con una cortesana competencia de otro amante, con varios duelos entre los dos, o más, por los términos decentes de la cortesanía, que para en casarse con ella el uno, después de muy satisfecho de su honor y de que no favoreció a los otros, y en desengañarse los demás. Y ninguna hay que, como asegura el padre Camargo, pare en una comunicación deshonesta, en una correspondencia escandalosa, en un incesto, o en un adulterio. (Bances Candamo,  Theatro de los theatros, p. 33)
Por su parte, el padre fray Manuel Guerra y Ribera, en su "Aprobación" a La verdadera quinta parte del teatro de Calderón, en 1682, la define así, según Cotarelo (Controversias..., p. 334b):
Las comedias que ahora se escriben se reducen a tres clases: de santos, de historia y de amor, que llama el vulgo de capa y espada.